# Келдерман, Вилко
Вилко Келдерман (нидерл. Wilco Kelderman, род. 25 марта 1991 в Амерсфорте, Нидерланды) — нидерландский профессиональный шоссейный велогонщик, выступающий за команду Мирового тура «Team Sunweb». Чемпион Нидерландов 2015 года в индивидуальной гонке.

## Карьера
На профессиональном уровне дебютировал в 2010 году за Rabobank Continental Team, через год подписав контракт с основной командой «Рабобанка».
В августе 2011 года одержал свою первую профессиональную победу, выиграв пролог на Туре Эны, где на доли секунды опередил чеха Яна Барту. В этом же году стал чемпионом Нидерландов в индивидуальной гонке среди андеров.
В 2012 году выиграл молодежную классификацию на нескольких многодневных гонках, в том числе на Критериумe Дофине.
Весной 2013 года впервые стартовал на гранд-туре Джиро д’Италия, завоевав по итогам гонки 16-е место в генеральной классификации. В августе праздновал победу в общем зачете Тура Дании, также став сильнейшим в очковой и молодежной классификациях данной гонки и выиграв этап 5.
В 2014 занял 7-е место на Джиро д’Италия и во второй раз в карьере стал лучшим молодим гонщиком на Критериумe Дофине.
В конце июня 2015 года, в преддверии Тур де Франс, завоевал золото в индивидуальной гонке на Чемпионате Нидерландов. На «Туре» Келдерман планировал завершить гонку в десятке сильнейших, но травма спины не позволила ему проявить себя. После «Большой Петли» стартовал на Энеко Туре, где по результатам этапа 4 (индивидуального старта) возглавил генеральную классификацию, но на следующем этапе потерял лидерство и закончил гонку бронзовым призером.
6 сентября 2016 года голландская Team Giant-Alpecin, выступающая в мировом туре, объявила об заключении с Келдерманом двухлетнего контракта.

### 2017
В мае 2017 года Келдерман стартовал на Джиро д’Италия, где должен был в первую очередь защищать позиции капитана команды Тома Думулена, ставшего через две недели победителем гонки. Однако на этапе 9, перед началом подъёма Блокхаус, он зацепил локтем, остановившийся у обочины мотоцикл полицейского, упал и спровоцировал большой завал, в который в частности попали лидеры Team Sky Герайнт Томас и Микель Ланда. Голландец получил сложный перелом пальца левой руки и сошел с гонки.
На Вуэльте Испании Келдерман завоевал 4-е место в общем зачете. На этапе 16 он стал вторым, уступив в «разделке» лишь будущему победителю гонки Крису Фруму из Team Sky. Это позволило ему вернуть третью позицию в генеральной классификации, потерянную им перед этим. На этапе 20 с финишным восхождением на легендарную Альто де Англиру голландец потерял время относительно своих основных конкурентов и сместился на 5-е место в «генерале». Тем не менее, на последнем (21-м) «этапе дружбы» по Мадриду, занимающий 4-е место и завершающий свою спортивную карьеру Альберто Контадор (Trek-Segafredo), попал в отвал и проиграл Келдерману 7 секунд, чего гонщику Team Giant-Alpecin было достаточно, чтобы подняться в итоговой генеральной классификации испанского гранд-тура на строчку выше.

## Достижения
2010
1-й  Тур Эльзаса
1-й  Молодежная классификация
1-й Этап 5
3-й Тур Жеводана
3-й Триптик де Мон
5-й Гран-при Рингерике
1-й  Молодежная классификация
5-й Скандинавская гонка
5-й Трофей Истрии
8-й Круг Арденн
8-й Эшборн — Франкфурт U23
9-й Тур Фьордов
10-й Гран-при Марбрьер
10-й Тур де л'Авенир
2011
1-й  Чемпионат Нидерландов U23 в индивид. гонке
1-й  Тур Норвегии
1-й  Молодежная классификация
1-й  Тур Тюрингии U23
1-й Этапы 5 (ИГ) & 6
1-й Пролог Тур Эны
5-й Тур Фьордов
7-й Гран-при Берега Асуль
8-й Тур Адели де Витре
2012
6-й Тур Кёльна
7-й Тур Калифорнии
1-й  Молодежная классификация
7-й Тур Дании
 Молодежная классификация
8-й Критериум Дофине
1-й  Молодежная классификация
10-й Вуэльта Андалусии
2013
1-й  Тур Дании
1-й  Очковая классификация
1-й  Молодежная классификация
1-й Этап 5 (ИГ)
5-й Тур Романдии
1-й  Молодежная классификация
6-й Тур Даун Андер
7-й Энеко Тур
2014
4-й Критериум Дофине
1-й  Молодежная классификация
5-й Вольта Алгарви
5-й Тур Юты
7-й Джиро д’Италия
2015
1-й  Чемпионат Нидерландов в индивид. гонке
3-й Энеко Тур
6-й Гран-при Монреаля
8-й Вольта Лимбург Классик
9-й Вуэльта Каталонии
1-й  Молодежная классификация
10-й Флеш Валонь
2016
2-й Тур Пуату — Шаранты
1-й  Молодежная классификация
3-й  Чемпионат Нидерландов в индивид. гонке
3-й Вуэльта Андалусии
6-й Энеко Тур
8-й Тур Швейцарии
10-й Тур Страны Басков
2017
Чемпионат мира
1-й  Командная гонка
7-й Индивидуальная гонка
4-й Вуэльта Испании
4-й Тур Польши
7-й Тур Романдии
9-й Тур Даун Андер
2018
2-й  Чемпионат мира — командная гонка
2-й Тур Абу Даби
3-й Чемпионат Нидерландов — индивидуальная гонка
5-й Тур Швейцарии
6-й Милан — Турин
6-й Тре Валли Варезине
10-й Вуэльта Испании
2019
5-й Тур ОАЭ
7-й Вуэльта Испании

## Статистика выступлений

### Гранд-туры
| Гонка           | 2013 | 2014 | 2015 | 2016 | 2017 |
| --------------- | ---- | ---- | ---- | ---- | ---- |
| Джиро д'Италия  | 17   | 7    | —    | —    | НФ   |
| Тур де Франс    | —    | —    | 79   | 32   | —    |
| Вуэльта Испании | —    | 14   | —    | —    | 4    |

### Чемпионаты
| Соревнование          | Соревнование | 2012 | 2013 | 2014 | 2015 | 2016 | 2017 |
| --------------------- | ------------ | ---- | ---- | ---- | ---- | ---- | ---- |
| Чемпионат мира        | ИГ           | 25   | —    | —    | 23   | —    | 7    |
| Чемпионат мира        | КГ           | 5    | 12   | 14   | 6    | 5    | 1    |
| Чемпионат Нидерландов | ИГ           | 6    | 9    | —    | 1    | 3    | НС   |
| Чемпионат Нидерландов | ГГ           | 12   | 8    | 34   | —    | —    | —    |

| —  | Не участвовал  |
| НФ | Не финишировал |
| НС | Не стартовал   |